# قائمة الدوال الرياضية
في الرياضيات، تكتسب عدد من الدوال أو مجموعات من الدوال أهمية خاصة لتأخذ اسما خاصا بها.

## أصناف الدوال
يمكن تصنيف الدوال الرياضية حسب الخواص التي تمتلكها كل دالة رياضية :
- دالة جمعية : قيمة الناتج تساوي مجموع القيم المقابلة للعوامل.
- دالة تحليلية : يمكن تعريفه محليا كمتسلسلة قوى متقاربة
- دالة حسابية : دالة تتوجه من مجموعة الأعداد الطبيعية إلى مجموعة العداد العقدية.
- دالة تقابلية: وهي دالة شاملة ومتباينة بنفس الوقت.
- دالة تركيب : من أجل دالتين f و g، تقوم دالة التركيب بإسقاط x إلى ((f(g(x.
- دالة مستمرة : الصورة البدئية لمجموعة مفتوحة مفتوحة أيضا.
- دالة قابلة للتفاضل : تملك مشتقا.
- دالة هولومورفية : دالة تأخذ قيما عقدية لمتغير عقدي وتكون هذه الدالة قابلة للمفاضلة عقديا عند كل نقطة من مستقرها (نطاقها).
- دالة كاملة : دالة هولومورفية نطاقها هو كامل مجموعة الأعداد العقدية.
- دوال زوجية : الدالة (f(x) = f(−x. متناظرة بالنسبة لمحور الأراتيب.
- دالة متباينة : المتغيرات المتباينة (المختلفة) لها مقابلات مختلفة حسب هذه الدالة. تدعى أيضا دالة واحد لواحد.
- دالة عكسية : دالة تقوم بعكس الدالة الأصلية بحيث تقابل نتيجة التابع الأصلي مع القيمة الأساسية.
- دالة رتيبة : يحافظ على الترتيب أو تعكسه.
- دالة فردية : الدالة (f(−x) = − f(x. متناظرة بالنسبة لأصل المعلم.
- دالة شمولية: كل عنصر من المجال المقابل لديه صورة عكسية، وتسمى أيضا دالة غامرة.
- دالة تحت جمعية (Subadditive Function): قيمة المجموع أقل من أو تساوي مجموع قيم الأعداد المضافة.
- دالة فوق جمعية (Superadditive Function): قيمة المجموع أكبر من أو تساوي مجموع قيم الأعداد المضافة.

## دوال ابتدائية

### دوال جبرية
الدوال الجبرية هي دوال من الممكن التعبير عنها بحل لمعادلة متعددة المتحولات فيها ثوابت عددية.
- متعدد الحدود: من الممكن الحصول عليه بالجمع والضرب فقط.
  - دالة ثابتة : هي دالة لا تتغير قيمتها مهما كانت قيمة وسيط الدخل.
  - دالة خطية : هو متعدد حدود من الدرجة الأولى، يرسم على شكل خط مستقيم، ويكتب على الشكل: y=ax+b.
  - دالة تربيعية : متعدد حدود من الدرجة الثانية، مخططه على شكل قطع مكافئ.
  - دالة تكعيبية : متعدد حدود من الدرجة الثالثة.
  - دالة رباعية : متعدد حدود من الدرجة الرابعة.
  - دالة خماسية : متعدد حدود من الدرجة الخامسة.
- دالة كسرية : هي أي دالة على شكل كسر متعددي حدود.
  - دالة تناظرية
- دالة القوة : أي دالة تكون القوة فيها على شكل كسر.
  - دالة مربع عدد، دالة مكعب عدد، ... وغيرها.
- دالة الجذر.
  - دالة الجذر التربيعي، دالة الجذر التكعيبي، ...
- دالة المقلوب.

### دوال غير جبرية
دوال متسامية أو دوال غير جبرية هي الدوال التي لا يمكن تمثيلها بعدد محدود من كثيرات الحدود.
- دوال أسية: دالة الأس الطبيعي، دالة أسية ثنائية، ... وغيرها.
- دوال القطع الزائد: جيب زائدي، جيب تمام زائدي، ظل زائدي، ... وغيرها.
- دوال زائدية عكسية
- دوال لوغاريتمية: لوغاريتم طبيعي، لوغاريتم ثنائي، لوغاريتم عشري، ... وغيرها.
- الدوال الدورية
  - دوال مثلثية: الجيب، جيب التمام، الظل، ظل التمام، القاطع، القاطع التمام، السهم، سهم التمام، القاطع الخارجي، قاطع التمام الخارجي.
  - موجة سن المنشار
  - موجة مربعية
  - موجة مثلثية
- دوال مثلثية عكسية

## دوال خاصة
الدوال الخاصة هي مجموعة من الدوال التحليلية غير الابتدائية، والتي ظهرت في القرن التاسع عشر كحل لمعادلات في الفيزياء الرياضية، وخاصة المعادلات التفاضلية الجزئية من الدرجة الثانية والرابعة.

### دوال خاصة بسيطة
- دالة المؤشر Indicator function،
- دالة دُرجية،
  - دالة الجزء الصحيح،
  - دالة هيفيسايد الدرجية،
  - دالة الإشارة،
- دالة القيمة المطلقة.

### دوال حسابية
- دالة سيغما،
- مؤشر أويلر،
- الدالة المعدة للأعداد الأولية،
- دالة التجزئة Partition function،
- دالة موبيوس μ.

### المشتقات العكسيةللدوال الابتدائية
- دالة التكامل اللوغاريتمي، تكاملٌ على مقلوب دالة اللوغاريتم.
- دالة التكامل الأسي،
- دالة التكامل المثلثي،
- دالة الخطأ،
  - تكامل فرينل،
  - دالة داوسون.

### دوال غاما ودوال مرتبطة بها
- دالة غاما : هي امتداد لدالة العاملي إلى الأعداد الحقيقية وغير الحقيقية،
- دالة-ج بارنيس Barnes G-function،
- دالة بيتا،
- دالة ديغاما ودالة بوليغاما،
- دالة بيتا غير الكاملة،
- دالة غاما غير الكاملة،
- دالة الكاف،
- دالة غاما متعددة المتغيرات،
- توزيع ستيودنت الاحتمالي.

### الدوال الاهليلجية والدوال المرتبطة بها
- تكامل إهليلجي: وتتضمن،
  - شكل كارلسون المتناظر Carlson symmetric form،
  - شكل لوجندر،
- دالة إهليلجية : هي دالة عكسية للتكامل الإهليلجي يستخدم لتمثيل ظواهر دورية مضاعفة. الأنواع الخاصة هي: دوال فايرشتراس الإهليلجية ودوال جاكوبي الإهليلجية.
- دالة ثيتا
- المرتبطة ارتباطا وثيقا هي الأشكال النمطية، والتي تشمل:
  - دالة-جيه J-invariant
  - دالة إيتا لديديكايند.

### دوال بيسل والدوال المرتبطة بها
- دوال بيسل Bessel functions: دالة معرفة بواسطة معادلة تفاضلية، مفيدة في علم الفلك، والكهرو مغناطيسية، والميكانيكا.
- دالة أيري نسبة إلى العالم البريطاني جورج بيدل أيري.
- دالة بيسل-كليفورد Bessel–Clifford function
- دوال كلفن
- دالة لوجندر Legendre function
- دالة سكورر Scorer's function
- دالة سينك Sinc function
- متعددات الحدود لهيرمت
- متعددات الحدود للاغار Laguerre polynomials
- متعددات الحدود لتشيبيشيف Chebyshev polynomials

### دالة زيتا لريمان والدوال المرتبطة بها
- دالة زيتا لريمان: هي حالة خاصة من متسلسلة دركليه
- دالة كسي لريمان
- دالة إيتا لدركليه
- دالة بيتا لدركليه
- دالة دركليه اللامية
- دالة زيتا لهورفيتز
- دالة خي للوجندر Legendre chi function
- دالة زيتا لليرخ Lerch zeta function
- بولي لوغاريتم Polylogarithm، والدوال المرتبطة:
  - بولي لوغاريتم غير التام Incomplete polylogarithm
  - دالة كلوسين Clausen function
  - تكامل فيرمي-ديراك التام Complete Fermi–Dirac integral
  - تكامل فيرمي-ديراك غير التام Incomplete Fermi–Dirac integral
  - دالة كومر Kummer's function
  - دالة سبينس Spence's function
- دالة رييس Riesz function

### الدوال فوق الهندسية والدوال المرتبطة بها
- دوال فوق هندسية Hypergeometric functions، عائلة متعددة الاستعمالات لمتسلسلة القوى.
- دالة فوق هندسية مسايرة Confluent hypergeometric function
- دالة ليجندر المرافقة Associated Legendre function
- دالة جي لماير Meijer G-Function

### دوال أخرى
- دالة لمبدا Lambda function
- دالة لامي.
- دالة ميتاغ ليفر Mittag-Leffler function
- دالة أسطوانة قطع مكافئ Parabolic cylinder function
- دالة ساينكروتون Synchrotron function

### دوال معرفة في إطار نظرية الأعداد
- دالة القاسم،
- مؤشر أويلر،
- الدالة المعدة للأعداد الأولية،
- دالة التقسيم

### دوال متنوعة
- دالة أكرمان،
- دالة دلتا لديراك،
- دالة غير مستمرة في أي مكان،
- دالة دلتا كرونكر،
- دالة علامة الاستفهام لمينكوفسكي،
- دالة فايرشتراس: مثال للدالة المستمرة التي لا يمكن اشتقاقها في أي مكان.